# Zuckerhütl
Le Zuckerhütl est un sommet des Alpes, à 3 507 m d'altitude, point culminant du massif de Stubai, en Autriche (Tyrol).